# 63e parallèle sud
Pour les articles homonymes, voir 63e parallèle.
En géographie, le 63e parallèle sud est le parallèle joignant les points de la surface de la Terre dont la latitude est égale à 63° sud.

## Géographie

### Dimensions
Dans le système géodésique WGS 84, au niveau de 63° de latitude sud, un degré de longitude équivaut à 50,673 km ; la longueur totale du parallèle est donc de 18 242 km, soit environ 45 % de celle de l'équateur. Il en est distant de 6 988 km et du pôle Sud de 3 014 km,.

### Régions traversées
Le 63e parallèle sud passe presque intégralement au-dessus de l'océan Austral, mais coupe à trois reprises des îles situées au large de la péninsule Antarctique :
- Île Smith (sur 8 km entre 60° 00′ S, 62° 36′ O et 60° 00′ S, 62° 26′ O)
- Île de la Déception (sur 7 km entre 60° 00′ S, 60° 42′ O et 60° 00′ S, 60° 34′ O)
- Île d'Urville (sur 23 km entre 60° 00′ S, 56° 33′ O et 60° 00′ S, 56° 06′ O)